# Hemimyzon
Hemimyzon és un gènere de peixos de la família dels balitòrids i de l'ordre dels cipriniformes.

## Taxonomia
- Hemimyzon abbreviata (Günther, 1892)
- Hemimyzon confluens (Kottelat, 2000)[2]
- Hemimyzon ecdyonuroides (Freyhof & Herder, 2002)[3]
- Hemimyzon formosanus (Boulenger, 1894)
- Hemimyzon khonensis (Kottelat, 2000)[2]
- Hemimyzon macroptera (Zheng a Zheng, Chen & Huang, 1982)
- Hemimyzon megalopseos (Li & Chen, 1985)
- Hemimyzon nanensis (Doi & Kottelat, 1998)[4]
- Hemimyzon nujiangensis (Zhang & Zheng a Zheng & Zhang, 1983)
- Hemimyzon papilio (Kottelat, 1998)[5]
- Hemimyzon pengi (Huang, 1982)[6]
- Hemimyzon pumilicorpora (Zheng & Wei, 1987)[7]
- Hemimyzon taitungensis (Tzeng & Shen, 1982)[8]
- Hemimyzon yaotanensis (Fang, 1931)[9][10][11][12][13][14][15][16]